# Sandy Casar
Sandy Casar, född 2 februari 1979 i Mantes-la-Jolie i Yvelines, är en fransk professionell tävlingscyklist. Sandy Casar vann en etapp på Schweiz runt 2003 samt etapp 18 under Tour de France 2007.

## Amatörkarriär
Som U23-cyklist slutade Sandy Casar tvåa i U23-tävlingen Paris–Tours bakom belgaren Gorik Gardeyn.

## Professionell karriär
För närvarande cyklar han för Française des Jeux vilket han har gjort sedan han blev professionell 2000. Som amatörcyklist tävlade Sandy Casar för Jean Floch/Mantes. Under de sista månaderna av säsongen 1999 var fransmannen "stagiaire" i Française des Jeux, det vill säga att han fick prova på att vara professionell.
Casars taland började vissa sig när han slutade tvåa i Paris–Nice 2002, när han var 23 år, bakom den kazakiske cyklisten Aleksandr Vinokurov. Samma år vann Casar den fjärde etappen av Circuit Franco-Belge.
Hans första stora etappseger kom under Schweiz runt 2003. Samma år deltog han i Giro d'Italia och slutade på 13:e plats i slutställningen, placeringen framför italienaren Marco Pantani.
Casar bar den vita ungdomströjan på Tour de France 2004 och slutade på 16:e plats i tävlingens slutställning. Han vann den fjärde etappen av Tour du Poitou Charentes et de la Vienne samma år.
I början av säsongen 2005 vann Casar Route du Sud. En tävling som han slutade tvåa på under säsongen 2004.
Säsongen 2006 slutade Casar sexa på Giro d'Italia 2006 bara 25 minuter bakom segraren Ivan Basso. Under etapploppet var han ute i flera utbrytningar och slutade bland annat sjua på etapp 14. På etapp 20 slutade han på sjätte plats bakom de framgångsrika cyklisterna Ivan Basso, Gilberto Simoni, Damiano Cunego, José Enrique Gutierrez, Paolo Savoldelli och Leonardo Piepoli. Tidigare under säsongen slutade han på tredje plats på Paris–Nice sjätte etapp och han slutade på andra plats i tävlingens poängtävling bakom spanjoren Samuel Sanchez.
Trots att Casar kolliderade med en hund under den 17:e etappen på Tour de France 2007 vann han etappen genom att spurta förbi Laurent Lefèvre, Axel Merckx och Michael Boogerd.
Under säsongen 2008 slutade Casar tvåa på etapp 16 av Tour de France 2008 bakom landsmannen Cyril Dessel. Under säsongen slutade han också trea på Polynormande. I slutet av året deltog han i en cykelkrosstävling i Val de Loire d'Ormes där han slutade trea bakom Guillaume Belgy och Julien Belgy.
Casar slutade trea på etapp 4 av Étoile de Bessèges 2009 bakom Björn Leukemans och Thomas Voeckler. I april slutade han tvåa på prologen av Romandiet runt bakom tjecken Frantisek Rabon. Casar slutade tvåa på etapp 8 av Tour de France 2009 bakom Luis León Sánchez. Casar blev också utsedd till tävlingens mest offensiva cyklist efter etappen. På etapp 16 av det franska etapploppet slutade Casar tvåa bakom Mikel Astarloza.

## Meriter
2002
- Etapp 4, Circuit Franco-Belge
- 2:a, Paris–Nice

2003
- Etapp 4, Schweiz runt
- 13:e, Giro d'Italia

2004
- Etapp 2, Tour du Poitou Charentes et de la Vienne
- 16:e, Tour de France 2004
- Ungdomstävlingen, Tour du Languedoc-Roussillon
- 2:a, Route du Sud
- 5:a, Franska nationsmästerskapen – landsväg

2005
- Route du Sud

2006
- 6:a, Giro d'Italia 2006
- 6:a, Franska nationsmästerskapen – landsväg
- 12:a, Paris–Nice

2007
- Etapp 18, Tour de France 2007

2008
- 2:a, etapp 16, Tour de France 2008
- 3:a, Polynormande
- 3:a, Val de Loire d'Ormes

2009
- 2:a, prolog, Romandiet runt
- 2:a, etapp 8, Tour de France 2009
- 2:a, etapp 16, Tour de France 2009
- 3:a, etapp 3, Étoile de Bessèges

## Stall
- Française des Jeux (Stagiaire) 1999
- Française des Jeux 2000–